# Capnoptera scutata
Capnoptera scutata är en tvåvingeart som först beskrevs av Rossi 1790.  Capnoptera scutata ingår i släktet Capnoptera och familjen fritflugor. Inga underarter finns listade i Catalogue of Life.